# David Foenkinos
David Foenkinos (n. 28 octombrie 1974, Paris) este un romancier francez.

## Publicații
Romane:
- Inversion de l'idiotie: De l'influence de deux Polonais. Ed. Gallimard 2001.
- Entre les oreilles. Ed. Gallimard 2002.
- Le potentiel érotique de ma femme. Ed. Gallimard 2004
  - română: Potentialul erotic al soției mele. Editura Humanitas, București 2005, ISBN 973-50-0906-4.
- En cas de bonheur. Ed. Flammarion 2005
  - română: În caz de fericire. Editura Humanitas, București 2008, ISBN 978-973-50-1970-9.
- Les cœurs autonomes. Ed. Grasset 2006.
- Qui se souvient de David Foenkinos?. Ed. Gallimard 2007.
  - română: Va amintiți de David Foenkinos?. Editura Pandora M, București 2015, ISBN 978-9-738-89014-5.
- Nos séparations. Ed. Gallimard 2008
  - română: Despărțirile noastre. Editura Humanitas, București 2011, ISBN 978-973-50-2907-4; Ebook, ISBN 978-973-50-3909-7-X.
- La délicatesse. Ed. Gallimard 2009
  - română: Delicatețe. Editura Nemira, București 2013, ISBN 978-6-065-79476-4.
- Lennon. Ed. Plon 2010.
  - română: Lennon. Editura Rao Books, București 2015, ISBN 978-6-066-09723-9.
- Les souvenirs. Ed. Gallimard 2011
- Je vais mieux. Ed. Gallimard 2013
- La tête de l'emploi. Ed. J'ai lu 2014
- Charlotte. Ed. Gallimard 2014. (despre Charlotte Salomon).
  - română: Charlotte. Editura Nemira, București 2015, ISBN 978-6-067-58474-5.

Filme (împreună cu Stéphane Foenkinos):
- Une histoire de pieds. Scurtmetraj. Franța 2006, 12 min
- La délicatesse. Franța 2011, 108 min; cu Audrey Tautou, François Damiens și alții

Adaptare cinematografică
- Les souvenirs. Franța 2014, 96 min; Regie: Jean-Paul Rouve, scenariu: David Foenkinos, Jean-Paul Rouve; cu Michel Blanc, Chantal Lauby și alții

Piesă de teatru:
- Célibataires. Ed. Flammarion 2008; Premiera 2008 la Pariser Studio des Champs-Élysées (regie: Anouche Setbon, cu Catherine Jacob și Christian Charmetant)

Povestiri:
- Bernard. Ed. du Moteur 2010

Comics (împreună cu Benjamin Reiss):
- Pourquoi tant d’amour? Ed. Emmanuel Proust 2004

Cărti pentru copii (împreună cu Soledad Bravi): 
- Le petit garçon qui disait toujours non. Ed. Albin Michel Jeunesse 2011
- Le saule pleureur de bonne humeur. Ed. Albin Michel Jeunesse 2012

## Premii (selectare)
- Prix François-Mauriac pentru Inversion de l’idiotie (2001).
- Stipendiu din partea fundației Hachette (2003).
- Prix Roger-Nimier pentru Le potential érotique de ma femme (2004).
- Prix Jean Giono pentru Qui se souvient de David Foenkinos? (2007).
- Prix Conversation, Prix des Dunes, Prix des lecteurs du Télégramme de Brest pentru La délicatesse (2009).
- 2 nominalizări (pentru cel mai bun debut, pentru cel mai bun scenariu adaptat) pentru Premiul César pentru adaptarea La délicatesse (2012).
- Prix Renaudot, Prix Goncourt des Lycéens pentru Charlotte (2014; despre Charlotte Salomon)